# Saison 2 de Mon oncle Charlie
Chronologie
Saison 1 Saison 3
Cet article présente la deuxième saison de la série télévisée Mon oncle Charlie.

## Synopsis
Charlie Harper est un compositeur de jingles publicitaires à succès qui mène une vie de riche célibataire : maison sur la plage de Malibu, voiture de luxe, innombrables conquêtes féminines… Mais un beau jour, son frère Alan, chiropracteur un peu coincé, se sépare de sa femme et débarque avec Jake, son fils âgé d'une dizaine d'années. Ce qui, au départ, ne devait être qu'un hébergement temporaire se transforme en cohabitation qui bouleverse l'univers de Charlie.

## Distribution

### Acteurs principaux
- Charlie Sheen (VF : Olivier Destrez) : Charlie Harper
- Jon Cryer (VF : Lionel Tua) : Alan Harper
- Angus T. Jones (VF : Brigitte Lecordier) : Jake Harper
- Conchata Ferrell (VF : Elisabeth Margoni) : Berta
- Holland Taylor (VF : Maaïke Jansen) : Evelyn Harper
- Melanie Lynskey (VF : Natacha Muller) : Rose
- Marin Hinkle (VF : Elisabeth Fargeot) : Judith Harper

### Invités
- Sean Penn (VF : Emmanuel Karsen) : lui-même (épisode 1)
- Elvis Costello (VF : Michel Dodane) : lui-même (épisode 1)
- Harry Dean Stanton (VF : Bernard Tiphaine) : lui-même (épisode 1)
- Ryan Stiles (VF : Henri Courseaux) : Dr. Melnick (épisode 2)
- James Edson (VF : Jérôme Rebbot) : Stephan (épisodes 5 et 19)
- Jeri Ryan (VF : Céline Duhamel) : Sherri (épisodes 5 et 19)
- Jennifer Bini Taylor : Tina (épisode 11)
- Dylan Minnette (VF : Brigitte Lecordier): Charlie Harper (enfant) (épisode 20)
- Daniel Sheldon : Alan Harper (enfant) (épisode 20)
- Steve Tom (VF : Jacques Brunet) : Le pasteur (épisode 21)

## Production
La série est produite par Chuck Lorre Productions et Warner Brothers Television. Les producteurs exécutives de cette saison sont Chuck Lorre et Lee Arohnson. Les réalisateurs de cette saison sont : Gary Hovalson, Assad Kelada, Pamela Fryman and J.D. Lobue.

## Récompenses et nominations
Cette saison a été nommée pour six Primetime Emmy Awards et a gagné un Creative Arts Emmy Awards dans la catégorie Outstanding Multi-Camera Sound Mixing for a Series or Special. Conchata Ferrell et Holland Taylor ont reçu des nominations pour meilleure actrice dans un second rôle dans une série télévisée comique. Charlie Sheen a été nommé pour un Golden Globe Award pour Meilleur acteur dans une série télévisée musicale ou comique. Cette saison a aussi gagné un BMI TV Music Awards et un ASCAP Film Award and Television Music Awards. Elle a été aussi nommée pour un GLAAD Media Award.

## Liste des épisodes

### Épisode 1:Frères ennemis
- États-Unis : 20 septembre 2004

- États-Unis : 16,44 millions de téléspectateurs[1]

- Bobby Cooper (lui-même)
- Elvis Costello (lui-même)
- Sean Penn (lui-même)
- Harry Dean Stanton (lui-même)

### Épisode 2:Un fils ingrat
- États-Unis : 27 septembre 2004

- États-Unis : 16,44 millions de téléspectateurs[2]

- Ryan Stiles (Dr. Melnick)

### Épisode 3:Une maîtresse pas comme les autres
- États-Unis : 4 octobre 2004

- États-Unis : 16,43 millions de téléspectateurs[3]

- Missi Pyle (Delores Pasternak)
- Julianne Morris (une prof)

### Épisode 4:Le soutien-gorge de maman
- États-Unis : 11 octobre 2004

- États-Unis : 17,15 millions de téléspectateurs[4]

### Épisode 5:Charlie et son double
- États-Unis : 18 octobre 2004

- Jame Edson (Stephan)
- Jeri Ryan (Sherri)

### Épisode 6:Une bonne pâte
- États-Unis : 25 octobre 2004

### Épisode 7:Charlie et le traiteur
- États-Unis : 8 novembre 2004

- États-Unis : 16,04 millions de téléspectateurs[7]

- Camryn Manheim (Daisy Ray)

### Épisode 8:Obsession
- États-Unis : 15 novembre 2004

- États-Unis : 17,47 millions de téléspectateurs[8]

- Kelley West (Nancy)

### Épisode 9:Courage, fuyons
- États-Unis : 22 novembre 2004

- États-Unis : 18,94 millions de téléspectateurs[9]

- Denise Richards (Lisa)
- Sam Sheen (la fille de Lisa)

### Épisode 10:Allons voir si la rose
- États-Unis : 29 novembre 2004

- États-Unis : 17,88 millions de téléspectateurs[10]

### Épisode 11:Internet c'est pas toujours net
- États-Unis : 13 décembre 2004

- États-Unis : 16,22 millions de téléspectateurs[11]

- Jennifer Taylor (Tina)
- Jodi Lyn O'Keefe (Gail)
- Julie Dickens (la jolie fille du montage)
- Ana Alexander (le médecin du montage)
- Nicole Forester (la jeune femme du répondeur)

### Épisode 12:Une brise printanière
- États-Unis : 3 janvier 2005

- États-Unis : 18,03 millions de téléspectateurs[12]

- Paget Brewster (Jamie Eckleberry)

### Épisode 13:La fiancée venue du froid
- États-Unis : 17 janvier 2005

- États-Unis : 18,14 millions de téléspectateurs[13]

- Magdalena Zielinska (Inka)
- Nicole Forester (Camille)

### Épisode 14:Grand-mère indigne
- États-Unis : 31 janvier 2005

- États-Unis : 17,01 millions de téléspectateurs[14]

- Bob Morrisey (Dr Little)
- Brian George (présentateur TV)

### Épisode 15:Charlie garde-malade
- États-Unis : 7 février 2005

- États-Unis : 16,75 millions de téléspectateurs[15]

- Suzanne Whang (l’anesthésiste)
- Mark Chaet (le docteur)

### Épisode 16:Qui aime bien, oublie bien
- États-Unis : 14 février 2005

- États-Unis : 16,78 millions de téléspectateurs[16]

### Épisode 17:Le Mal de dos
- États-Unis : 21 février 2005

- États-Unis : 17,50 millions de téléspectateurs[17]

- Alicia Coppola (Dr Michelle Talmadge)
- Kristen Miller (Debbie)
- Helen Greenburg (l’infirmière)
- Ken Jeong (l’infirmier)

### Épisode 18:Troubles érectiles
- États-Unis : 7 mars 2005

- États-Unis : 17,45 millions de téléspectateurs[18]

- Lucy Lawless (Pamela)
- David Starzyk (Eric)
- Nick Toth (présentateur TV)

### Épisode 19:Fiancé de substitution
- États-Unis : 21 mars 2005

- États-Unis : 15,92 millions de téléspectateurs[19]

- Jeri Ryan (Sherri)
- James Edson (Stephan)

### Épisode 20:Faux frères
- États-Unis : 18 avril 2005

- États-Unis : 17,13 millions de téléspectateurs[20]

- Dylan Minnette (Charlie enfant)
- Daniel Sheldon (Alan enfant)

### Épisode 21:Dragues à l'enterrement
- États-Unis : 2 mai 2005

- États-Unis : 17,93 millions de téléspectateurs[21]

- Cynthia Preston (Heather)
- Gigi Rice (Christine)
- Steve Tom (le pasteur)

### Épisode 22:Ma vieille peau de mère
- États-Unis : 9 mai 2005

- États-Unis : 17,96 millions de téléspectateurs[22]

- Ted Garcia (speaker)
- Jay Harik (chauffeur de taxi)
- Leyna Nguyen
- John O’Brien (serveur)
- Chloe Webb (Trudy)

### Épisode 23:Soirée de folie
- États-Unis : 16 mai 2005

- États-Unis : 24,24 millions de téléspectateurs[23]

- Christina Chambers (Kimberly)
- Catherine McCord (Danielle)

### Épisode 24:La fiancée de grand-père
- États-Unis : 23 mai 2005

- États-Unis : 14,37 millions de téléspectateurs[24]

- Orson Bean (Norman)
- Patricia Bethune (Mrs. Flanagan)
- Karen Trella (Natalie)

## Sources
- (en) « Two and a Half Men episodes », TV Guide (consulté le 21 novembre 2009)
- (en) « Shows A-Z - two and a half men on cbs », the Futon Critic (consulté le 21 novembre 2009)